# Mélanie Sandoz
Pour les articles homonymes, voir Sandoz.
Mélanie Sandoz, née le 6 février 1987 à Vesoul, est une spécialiste française de l'escalade de bloc, une fois championne du monde, et une fois championne de France.

## Biographie
Inscrite dans un club d'escalade depuis l'âge de 11 ans après avoir découvert ce sport avec un ami, elle est née à Vesoul, mais a grandi à 29 km dans la commune de Breuches.
Après avoir intégré l'équipe de France jeune en 2005 et l'équipe bloc en 2008, elle reste assez discrète dans les compétitions. Elle se révèle à partir de 2010 en remportant des places sur le podium des championnats de France. Elle est sacrée championne du monde d'escalade en Bloc, le 16 septembre 2012 au Palais omnisports de Paris-Bercy. Depuis mai 2012, elle fait partie de l'équipe Adidas et depuis novembre 2012, de la team La Sportiva.
Elle partage sa vie avec Guillaume Glairon Mondet, un autre compétiteur d'escalade. Inscrite au club d'escalade de Massy, elle grimpe principalement à Fontainebleau et à la salle Antrebloc.
En début d'année 2013, elle se voit contrainte de ne pas participer aux championnats de France, à la suite d'une tenosynovite à l’index gauche. Cependant à l'été sa blessure s'est suffisamment remise pour qu'elle reprenne le haut niveau.

## Palmarès

### Championnat du monde
- Championne du monde de bloc 2012 à Paris,
- 13e des championnats du monde de bloc 2011.

### Coupe du monde
- 8e de la Coupe du monde de bloc de 2012
- 11e de la Coupe du monde de bloc de 2011

### Championnats de France
- Championne de France d'escalade de bloc 2012[9],
- Vice-championne de France d'escalade de bloc 2011,
- Vice-championne de France d'escalade de bloc 2010.

### Compétition promotionnelle
- 1re à l'open international de l'Argentière-la-Bessée (Tout à Bloc 2013)[10],[11]